# Пешня

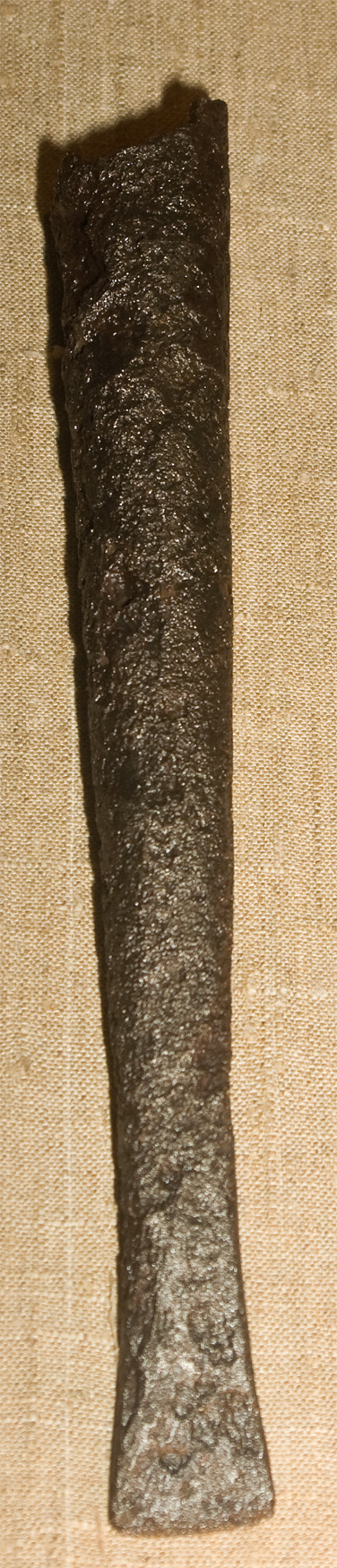
Пешня без черенка
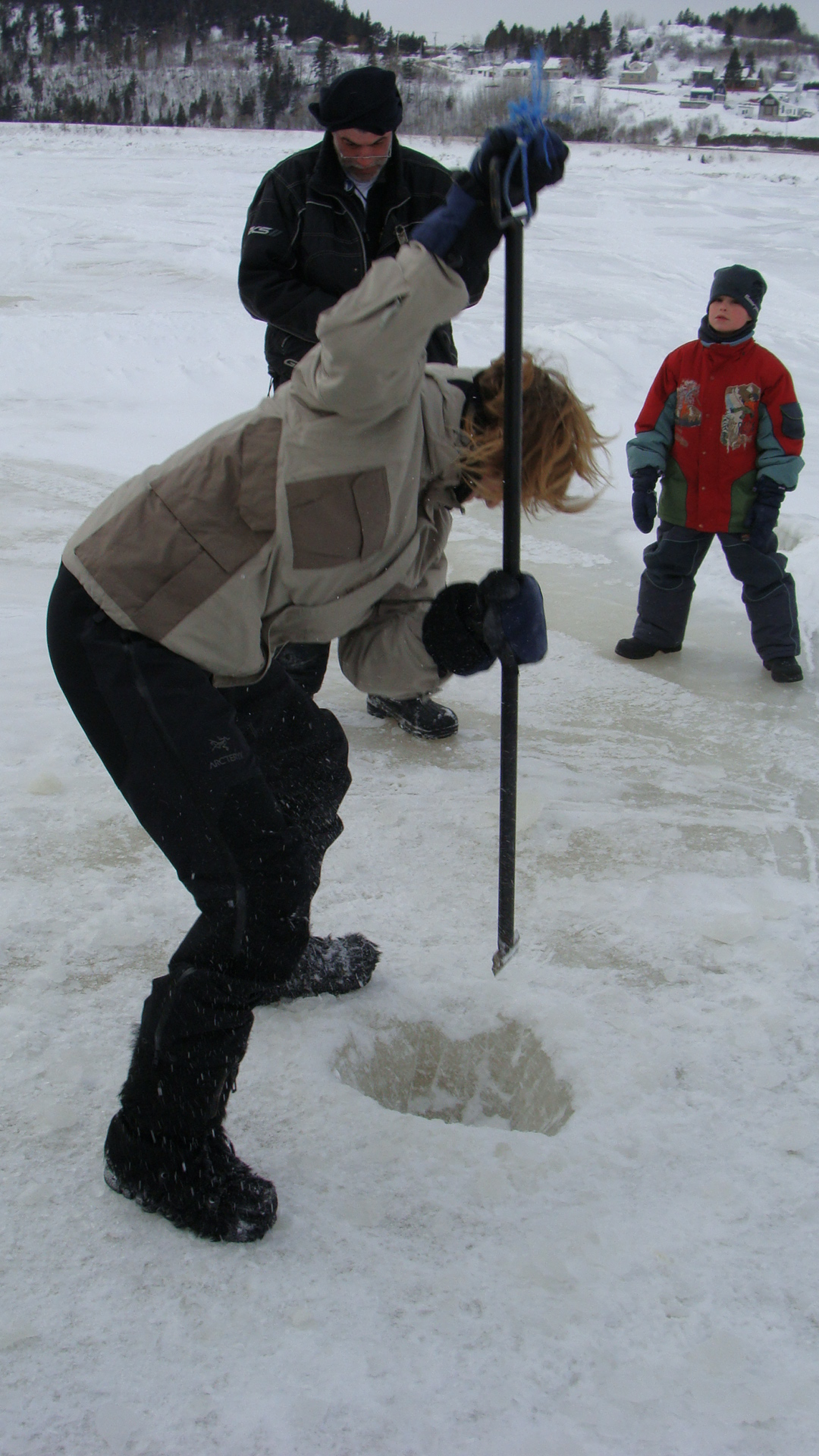

Пешня́ — лом c (обычно) деревянной ручкой для создания прорубей.
Энциклопедический словарь Брокгауза и Ефрона описывает пешню так:

Пешня, служащая при зимнем рыболовстве для прорубания льда, — состоит из четырёхгранного куска железа в 3/4 арш. длины, от 5 до 10 фн. веса, оканчивающегося хорошо отточенным заострённым концом. Пешня насаживается на прочную дубовую палку (пеховье) длиною в 2 арш., к концу которой привязывается бечёвка, которая наматывается на руку, чтобы пешня, вырвавшись из рук, не могла утонуть в проруби. Рабочие, занимающиеся рубкой во льду прорубей для выкидывания невода, называются пехорями.

Основным преимуществом пешни является то, что пробитая по льду лунка может быть любой формы и размера. Пешня подходит для извлечения из-подо льда крупных экземпляров рыбы, которые не пролезают в лунку.
Пешней можно проверять прочность льда. Обычно, если лёд выдерживает удар пешни, то он выдерживает и человека.